# 철학과 현실
《철학과 현실》은 심경문화재단 철학문화연구소가 펴내는 대한민국의 계간 철학 잡지이다. 1989년 3월 김태길의 주도로 처음 간행되었으며, 1990년 3월부터 정기 계간지로 발행되고 있다.